# アリーヴォ
アリーヴォ（欧字名:Arrivo、2018年5月17日 - ）は、日本の競走馬。2022年の小倉大賞典の勝ち馬である。
馬名の意味は、イタリア語で「私は到達する」ないしは「到着」。父名より連想。

## 戦績

### 2歳（2020年）
2020年10月3日、中京競馬場の2歳新馬戦（ダート1800ｍ）でデビュー。初戦は11着に敗れた。2戦目の未勝利戦から芝に切り替え3着に入る。

### 3歳（2021年）
3歳になり、3歳未勝利（芝1800ｍ）を1番人気に応え、2馬身差をつけて勝利し初勝利を挙げる。昇級初戦、ひめさゆり賞はヴェローチェオロにアタマ差敗れ2着、続くメルボルントロフィーは3着に敗れた。7月3日の国東特別（芝1800m・1勝クラス）を1.6倍の断然人気に応え、直線でカレンルシェルブルとの競り合いを制し2勝目を飾る。8月14日の柳川特別（芝2000m・2勝クラス）は不良馬場のなか早めに仕掛け、ラストヌードルと同着で1着、小倉で連勝を飾る。次走はクラシック最終戦となる10月24日の菊花賞では11番人気ながら7着と健闘した。

### 4歳（2022年）～6歳（2024年）
年明け初戦の壇ノ浦ステークス（芝1800m・3勝クラス）では1番人気に応え逃げ粘るイルマタルをアタマ差交わして勝利、オープンに昇級する。その後GIII小倉大賞典でも1番人気に推されると、中団後方でレースを進め、直線で大外から前の各馬を差し切り、ランブリングアレーに1馬身3/4差をつけて1着、重賞初制覇を飾った。4月3日の大阪杯では当初騎乗予定であったクリストフ・ルメールから武豊に乗り替わりとなり、レースでは中団のやや後ろを追走し直線で外から追い上げてきたが勝ち馬ポタジェにクビ＋ハナ差及ばず3着となった。6月26日の宝塚記念では前走同様武豊のとコンビで挑み、道中最後方から追走するも直線では全く伸びず14着に沈んだ。その後、右前脚に屈腱炎を発症し長期の休養に入っていたが、症状が悪化したため2024年2月21日にシルクホースクラブにより現役を引退することが発表された。引退後は乗馬となる予定だが、繋養先は未定である。

## 競走成績
以下の内容は、JBISサーチおよびnetkeiba.comに基づく。
| 競走日     | 競馬場 | 競走名       | 格   | 距離（馬場）  | 頭 数 | 枠 番 | 馬 番 | オッズ （人気） | 着順 | タイム （上がり3F） | 着差 | 騎手        | 斤量 [kg] | 1着馬（2着馬）         | 馬体重 [kg] |
| ---------- | ------ | ------------ | ---- | ------------- | ----- | ----- | ----- | --------------- | ---- | ------------------- | ---- | ----------- | --------- | ---------------------- | ----------- |
| 2020.10.03 | 中京   | 2歳新馬      |      | ダ1800m（良） | 16    | 5     | 10    | 020.20（7人）   | 11着 | R1:58.1（41.0）     | -4.2 | 0北村友一   | 55        | ハンディーズピーク     | 480         |
| 0000.12.27 | 阪神   | 2歳未勝利    |      | 芝2000m（良） | 16    | 1     | 1     | 008.50（3人）   | 03着 | R2:01.8（35.8）     | -0.4 | 0西村淳也   | 55        | ハッピーオーサム       | 488         |
| 2021.02.20 | 小倉   | 3歳未勝利    |      | 芝1800m（良） | 16    | 7     | 13    | 003.40（1人）   | 01着 | R1:48.1（35.0）     | -0.3 | 0吉田隼人   | 56        | （スズカトップバゴ）   | 484         |
| 0000.04.10 | 新潟   | ひめさゆり賞 | 1勝  | 芝2000m（良） | 7     | 5     | 5     | 003.10（2人）   | 02着 | R1:59.5（34.3）     | -0.0 | 0吉田隼人   | 56        | ヴェローチェオロ       | 492         |
| 0000.05.22 | 中京   | メルボルンT  | 1勝  | 芝2200m（稍） | 9     | 8     | 8     | 001.90（1人）   | 03着 | R2:14.8（34.7）     | -0.2 | 0C.ルメール | 56        | タイソウ               | 490         |
| 0000.07.03 | 小倉   | 国東特別     | 1勝  | 芝2000m（良） | 7     | 3     | 3     | 001.60（1人）   | 01着 | R1:57.5（34.5）     | -0.0 | 0川田将雅   | 54        | （カレンルシェルブル） | 490         |
| 0000.08.14 | 小倉   | 柳川特別     | 2勝  | 芝2000m（不） | 10    | 2     | 2     | 002.70（1人）   | 01着 | R2:05.1（37.5）     | -0.0 | 0川田将雅   | 54        | （ラストヌードル）     | 492         |
| 0000.10.24 | 阪神   | 菊花賞       | GI   | 芝3000m（良） | 18    | 7     | 13    | 040.3（11人）   | 07着 | R3:05.8（35.4）     | -1.2 | 0M.デムーロ | 57        | タイトルホルダー       | 492         |
| 2022.01.15 | 小倉   | 壇之浦S      | 3勝  | 芝1800m（良） | 12    | 5     | 6     | 002.50（1人）   | 01着 | R1:46.2（34.4）     | -0.0 | 0吉田隼人   | 55        | （イルマタル）         | 500         |
| 0000.02.20 | 小倉   | 小倉大賞典   | GIII | 芝1800m（稍） | 16    | 8     | 16    | 004.40（1人）   | 01着 | R1:49.2（35.3）     | -0.3 | 0横山和生   | 54        | （ランブリングアレー） | 502         |
| 0000.04.03 | 阪神   | 大阪杯       | GI   | 芝2000m（良） | 16    | 5     | 9     | 047.50（7人）   | 03着 | R1:58.5（35.0）     | -0.1 | 0武豊       | 57        | ポタジェ               | 500         |
| 0000.06.26 | 阪神   | 宝塚記念     | GI   | 芝2200m（良） | 17    | 7     | 13    | 012.00（7人）   | 14着 | R2:12.1（36.9）     | -2.4 | 0武豊       | 58        | タイトルホルダー       | 504         |

## 血統表
| アリーヴォの血統                 | アリーヴォの血統                               | アリーヴォの血統                   | （血統表の出典）                   | （血統表の出典）              |
| 父系                             | キングマンボ系                                 | キングマンボ系                     | キングマンボ系                     | [ § 2 ]                       |
| 父 ドゥラメンテ 2012 鹿毛        | 父の父キングカメハメハ 2001 鹿毛               | Kingmambo                          | Mr. Prospector                     | Mr. Prospector                |
| 父 ドゥラメンテ 2012 鹿毛        | 父の父キングカメハメハ 2001 鹿毛               | Kingmambo                          | Miesque                            |                               |
| 父 ドゥラメンテ 2012 鹿毛        | 父の父キングカメハメハ 2001 鹿毛               | *マンファス Manfath                | *ラストタイクーン Last Tycoon      | *ラストタイクーン Last Tycoon |
| 父 ドゥラメンテ 2012 鹿毛        | 父の父キングカメハメハ 2001 鹿毛               | *マンファス Manfath                | Pilot Bird                         |                               |
| 父 ドゥラメンテ 2012 鹿毛        | 父の母アドマイヤグルーヴ 2000 鹿毛             | *サンデーサイレンス                | Halo                               | Halo                          |
| 父 ドゥラメンテ 2012 鹿毛        | 父の母アドマイヤグルーヴ 2000 鹿毛             | *サンデーサイレンス                | Wishing Well                       |                               |
| 父 ドゥラメンテ 2012 鹿毛        | 父の母アドマイヤグルーヴ 2000 鹿毛             | エアグルーヴ                       | *トニービン                        | *トニービン                   |
| 父 ドゥラメンテ 2012 鹿毛        | 父の母アドマイヤグルーヴ 2000 鹿毛             | エアグルーヴ                       | ダイナカール                       |                               |
| 母 *エスメラルディーナ 2011 鹿毛 | 母の父Harlan's Holiday 1999 栗毛               | Harlan                             | Storm Cat                          | Storm Cat                     |
| 母 *エスメラルディーナ 2011 鹿毛 | 母の父Harlan's Holiday 1999 栗毛               | Harlan                             | Country Romance                    |                               |
| 母 *エスメラルディーナ 2011 鹿毛 | 母の父Harlan's Holiday 1999 栗毛               | Christmas in Aiken                 | Affirmed                           | Affirmed                      |
| 母 *エスメラルディーナ 2011 鹿毛 | 母の父Harlan's Holiday 1999 栗毛               | Christmas in Aiken                 | Dowager                            |                               |
| 母 *エスメラルディーナ 2011 鹿毛 | 母の母*ターシャズスター Tasha's Star 2006 鹿毛 | Spanish Steps                      | Unbridled                          | Unbridled                     |
| 母 *エスメラルディーナ 2011 鹿毛 | 母の母*ターシャズスター Tasha's Star 2006 鹿毛 | Spanish Steps                      | Trolley Song                       |                               |
| 母 *エスメラルディーナ 2011 鹿毛 | 母の母*ターシャズスター Tasha's Star 2006 鹿毛 | Ms. Cuvee Napa                     | Relaunch                           | Relaunch                      |
| 母 *エスメラルディーナ 2011 鹿毛 | 母の母*ターシャズスター Tasha's Star 2006 鹿毛 | Ms. Cuvee Napa                     | A Penny Is a Penny                 |                               |
| 母系(F-No.)                      | エスメラルディーナ(USA) 系(FN:3-l)             | エスメラルディーナ(USA) 系(FN:3-l) | エスメラルディーナ(USA) 系(FN:3-l) | [ § 3 ]                       |
| 5代内の近親交配                  | Halo 4 × 5 = 9.38％                            | Halo 4 × 5 = 9.38％                | Halo 4 × 5 = 9.38％                | [ § 4 ]                       |
| 出典                             | 1. 2. 3. 4.                                    | 1. 2. 3. 4.                        | 1. 2. 3. 4.                        | 1. 2. 3. 4.                   |

- 母エスメラルディーナは2014年の関東オークス、2015年のトゥクソムカップ（韓GIII）の勝ち馬。
- 叔父に2025年雲取賞勝ち馬のジャナドリアがいる。